# Filippa

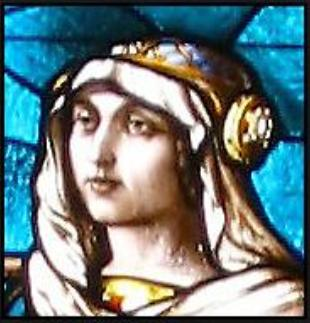
Filippa av England, drottninggemål till Erik av Pommern

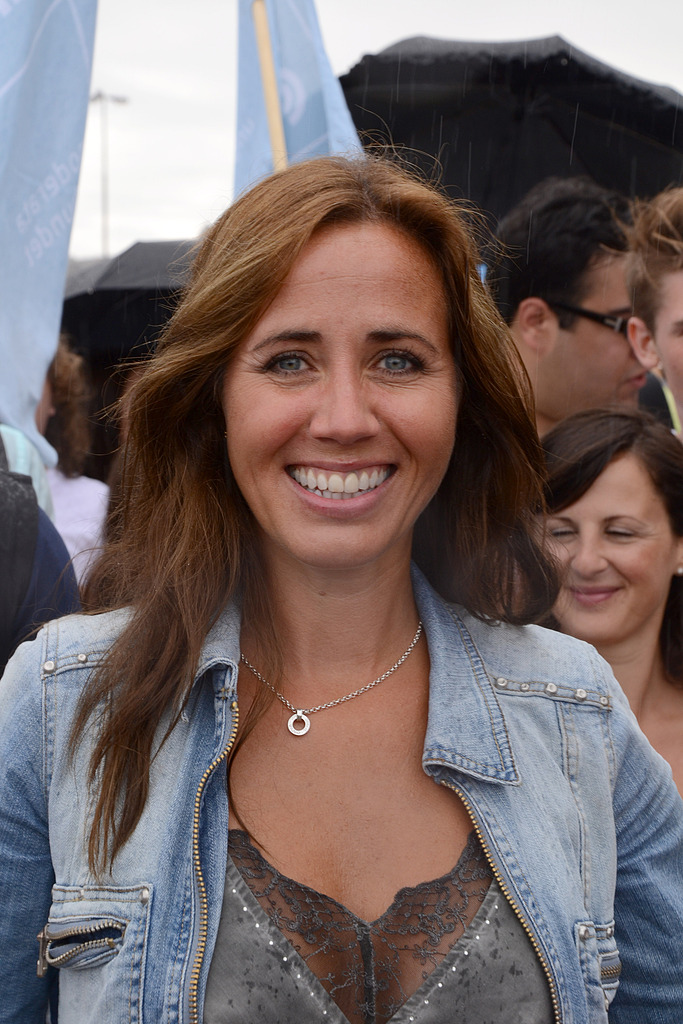
Filippa Reinfeldt

Kvinnonamnet Filippa, även stavat Philippa, är en feminin form av Filip. Det är ett grekiskt namn, ursprungligen Phillippos, sammansatt av ord som betyder häst och vän. Namnet har funnits i Sverige sedan 1400-talet, då Erik av Pommerns drottning Filippa av England bar namnet.
Från att ha varit mycket ovanligt, blev det ett modenamn på 1980- och 1990-talet.[källa behövs]
Den 31 december 2014 fanns det totalt 10 755 kvinnor folkbokförda i Sverige med namnet Filippa eller Philippa, varav 7 204 bar det som tilltalsnamn.
Namnsdag: 2 maj (1901-1993: 8 mars). I den finlandssvenska namnsdagslängden har Filippa namnsdag 8 mars sedan 1973.

## Personer med namnet Filippa/Philippa
- Filippa av Hainaut, engelsk drottning
- Filippa av England, svensk drottninggemål till Erik av Pommern
- Filippa av Lancaster, portugisisk drottning
- Filippa Charlotta av Preussen, hertiginna av Braunschweig-Wolfenbüttel, dotter till kung Vilhelm I av Preussen
- Filippa av Toulouse, fransk vasallgrevinna av Toulouse
- Philippa Boyens, nyzeeländsk manusförfattare och producent
- Philippa Foot, brittisk filosof
- Philippa Frederiksen, dansk skådespelare
- Filippa Freijd, svensk regissör
- Philippa Gregory, brittisk författare
- Filippa Knutsson, svensk designer (Filippa K)
- Filippa Lagerbäck, svensk programledare
- Philippa "Pippa" Middleton, syster till Catherine, hertiginna av Cambridge
- Filippa Pierrou, svensk regissör
- Filippa Reinfeldt, svensk politiker (m)
- Filippa Rolf, svensk poet
- Filippa Widlund, svensk författare och illustratör

## Fiktiva personer med namnet Filippa/Philippa
- Filippa Bark, rollfigur som spelas av Sissela Benn